# Troilus
Troilus (лат.) — род полужесткокрылых (подотряда клопов) из семейства настоящих щитников подсемейства Asopinae.

## Описание
Боковые углы переднеспинки уплощённые, ушковидные, округлые. Скуловые пластинки едва длиннее наличника, не сходятся впереди него.

## Систематика
В составе рода два вида:
- Troilus luridus (Fabricius, 1775)
- Troilus testaceus Zheng & Liu, 1987

## Распространение
Встречается в Палеарктике и Ориентальной области (Индия, Мьянма).